# Стренгнес
Стренгнес (швед. Strängnäs) — город в центральной Швеции, административный центр Стренгнесской коммуны Сёдерманландского лена. Расположен на берегу озера Меларен.

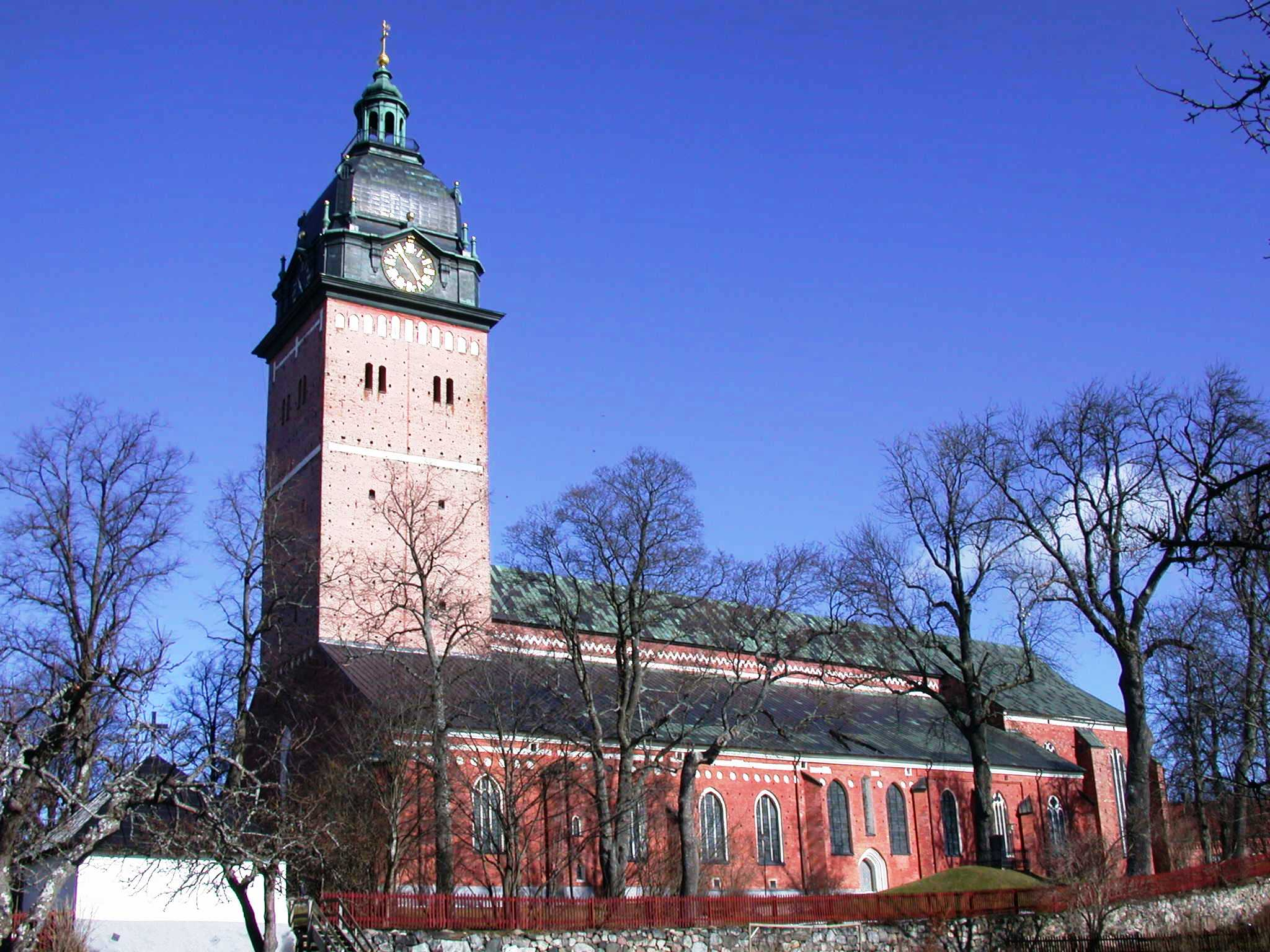
Кафедральный собор Стренгнеса

Численность населения — 12 296 человек (2005).
Статус города с 1336 года. Через Стренгнес проходит Европейский автомобильный маршрут E20. Главной достопримечательностью города является кафедральный собор, строительство которого было завершено в 1340 году. В соборе покоятся останки короля Карла IX, его первой жены принцессы Марии, второй жены королевы Кристины, а также регента Стена Стуре.
31 июля 2018 года из собора были украдены королевские похоронные регалии XVII века — корона и держава Карла IX и корона королевы Кристины. 5 февраля 2019 года они были обнаружены на крышке мусорного бака в пригороде Стокгольма Акерсберга.

## Персоналии
- Карл Август Никандер (1799—1839) — шведский поэт.
- Эрнульф Тигерстедт (1900—1962) — шведско-финский поэт, прозаик, переводчик и журналист.

## Галерея

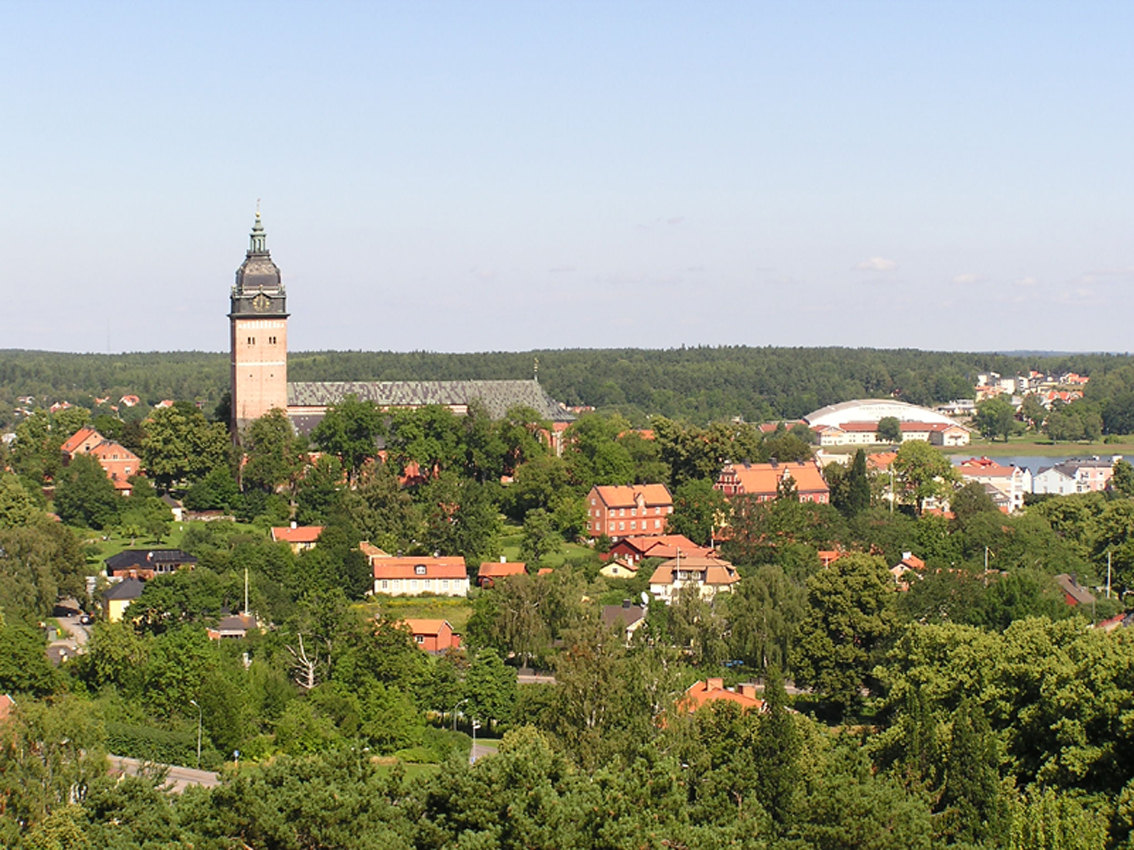
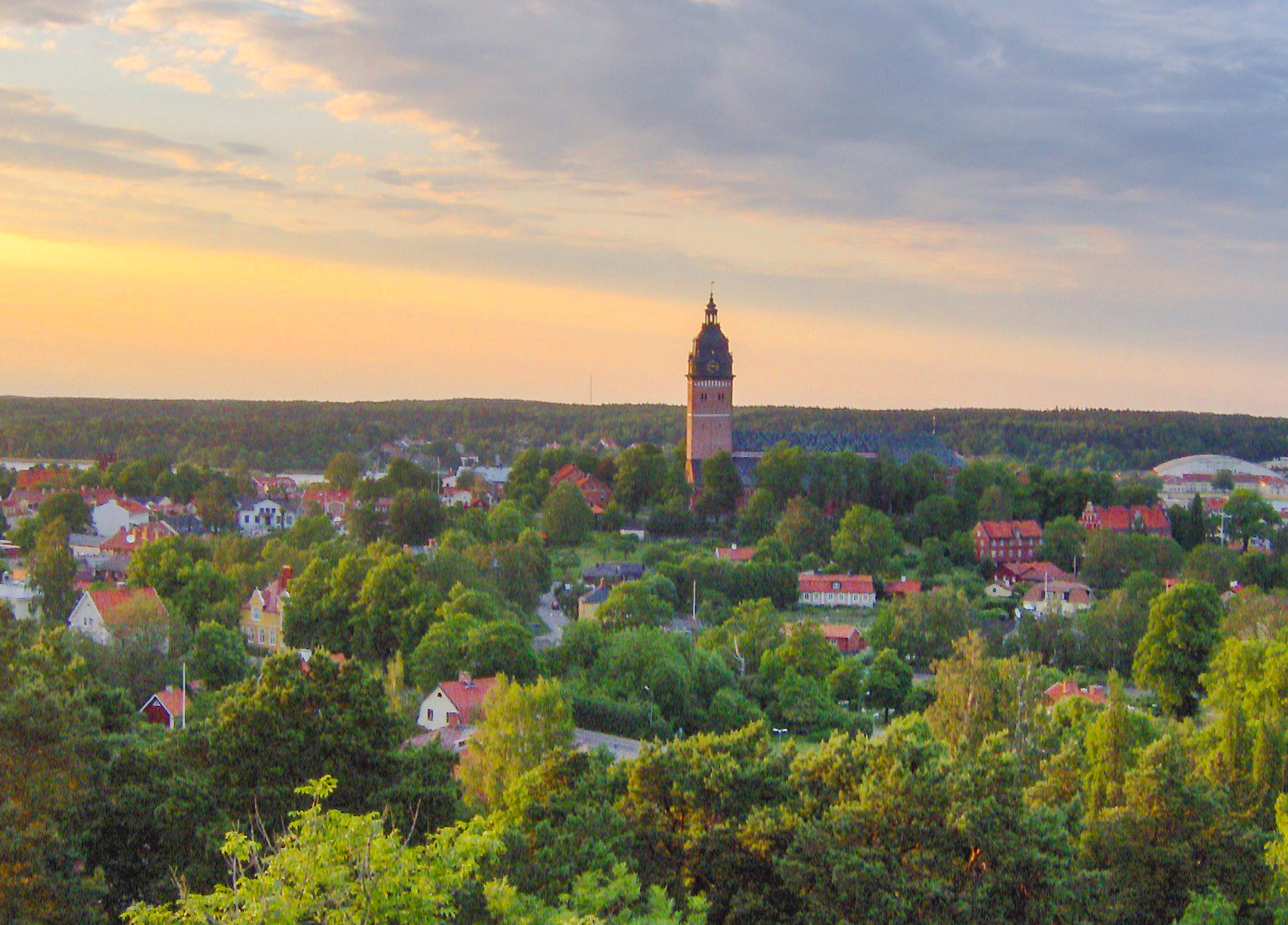